# 2421 Нінінгер
2421 Нінінгер (2421 Nininger) — астероїд головного поясу, відкритий 17 жовтня 1979 року.
Тіссеранів параметр щодо Юпітера — 3,158.